# Austroclemmus bruchi
Austroclemmus bruchi is een keversoort uit de familie zwamkevers (Endomychidae). De wetenschappelijke naam van de soort werd in 1906 gepubliceerd door Julius Weise.